# The Snow Queen (serie de televisión)
The Snow Queen (en hangul, 눈의 여왕; en hanja, 눈의 女王) también conocido en español como La reina de las nieves, es una serie de televisión de Corea del Sur emitida originalmente entre 2006-2007 por KBS 2TV y protagonizado por Hyun Bin y  Sung Yu Ri.
Fue emitida en su país de origen desde el 13 de noviembre de 2006 hasta el 8 de enero de 2007, con una longitud de 20 episodios al aire las noches de los días lunes y martes a las 21:55 (KST).

## Sinopsis
Todo comienza con un chico genio de 17 años llamado Han Tae Woong, quien conoce a un par de personas, quienes se cruzarán en su camino. Una de ellas es Kim Jeong Kyu, quien al principio no tiene una muy buena relación, sin embargo más tarde se vuelve su mejor amigo y la otra persona es su gran amor. Jeong Kyu también es llamado genio, quien un día le cuenta a Tae Woong sobre la chica que más le llama la atención, es entonces que Tae le dice que le pida una cita, pero Jeong se niega ya que este no le da mucho tiempo para esto, sino que tiene que tratar de ganar el premio Nobel del área Matématicas, pues esto es su sueño y a la vez el sueño de su padre.
Tae Woong conoce a una muchacha que estaba siendo acosada por niñas mayores para que le entregaran su dinero. La pequeña se enamora de él y le da su número móvil para que puedan seguir en contacto. Cuando ambos se contactan, Tae Woong se da cuenta de que la muchacha está escapando de su casa, es por eso que se ponen de acuerdo a pasar todo el día en un parque de diversiones. Entonces la niña se va en un auto y cae en cuenta que Tae Woong todavía no sabe su nombre.
Mientras todo esto, tras tener una competencia de matemáticas, Kim Jeong Kyu desafortunadamente pierde y tiene una fuerte discusión con su mejor amigo, Tae Woong. Lo sucedido hace que Jeong se suicide, entonces como Tae no puede admitir la muerte de su mejor amigo se desaparece por un tiempo. 8 años más tarde se vuelve un boxeador se reencuentra con la muchacha a la que había conocido Tae Woong y la que ha dejado plantada el día de la muerte de su mejor amigo

## Reparto

### Personajes principales
- Hyun Bin como Han Tae Woong.
- Sung Yu Ri como Kim Bo Ra.

### Personajes secundarios
Cercanos a Tae Wong
- Yoo In Young como Lee Seung Ri.
- Go Doo Shim como Park Yeong Ok.
- Kim Weung Soo como Lee Dong Sool.
- Kim Tae Hyun como Choi Choong Shik.
- Kim Beol Rae como Profesor de matemáticas.

Cercanos a Bo Ra
- Lim Ju-hwan como Suh Gun Woo.
- Chun Ho-jin como Kim Jang-soo.
- Oh Mi Hee como Madre de Bo Ra.
- Lee Sun Ho como Kim Jeong Kyu.
- Jang Jung Hee como Go Soon Ja.
- Jung Ji Ahn como Park Deuk Nam.
- Park Jin Yung como Jang Park Sa.
- Choi Deok-moon como Oh Shil-jang.

Gimnasio
- Lee Chul Min como Park Dong Pil.
- Kim Jung Geun como Lee Geum Soo.
- Ryu Jae Seung como Jung Eun Bok

Escuela secundaria
- Lee Seo Yoon como Hong Ji Hye.
- Kim Hak Jin como Ahn Sang Ho.
- Min Bok Ki como Profesor de matemáticas.
- Kim Young Jo como Amigo de Tae Woong.
- Lim Jong Tae como Amigo de Tae Woong.

### Otros personajes
- Le Kye Goo como Jo Min Ho.
- Jerome.
- Goo Hye Ryung.
- Lee Kye Won.
- Moon Dae Hak.
- Hwang Bi Won.
- Yeo Woon Bok.

Apariciones especiales
- Choi Yeo jin.

## Banda sonora
- «Grace Love» - SAT＆IM (빅톤)
- «First Snow» - Kang Sung Min
- «Poor Man» - Choi Won Jun
- «I Feel Sad, but Goodbye» - Kan Mi Yeon
- «Love... Irrepressible Tears» - Jo Sung Mo
- «Echo» - Loveholic

## Premios
- 2006: KBS Acting Awards - Premio de Popularidad.
- 2006: KBS Drama Awards - Premio Natizen.
- 2006: KBS Acting Awards - Premio a mejor pareja junto a Sung Yu Ri.

## Emisión internacional
- Japón: TV Tokyo, TBS.[3]
- Tailandia: Channel 7.
- Taiwán: GTV.

## Adaptaciones
- Indonesia: «Ratu».